# Discovery (odrůda jablek)

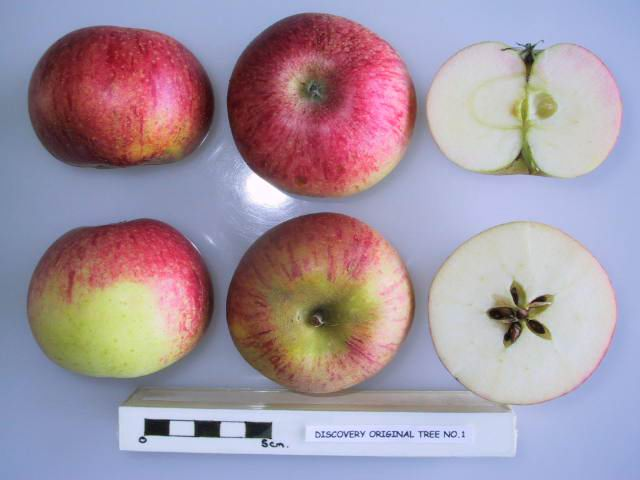

Discovery (Malus domestica 'Discovery') je ovocný strom kultivar druhu jabloň domácí z čeledi růžovitých.

## Historie
Jedná se o anglickou odrůdu vzniklou kolem roku 1949 výsevem semen ‚Worcesterské parmény‘. Pravděpodobně proběhlo opylení s ‚Bathským‘.  V 80. letech 20. století se odrůda stala hlavní ranou odrůdou Velké Británie. V České republice je odrůda pěstována od roku 1991 (údaj uvedený na několika internetových stránkách, zabývajících se odrůdy jablek). Jabloň Discovery na přiložené fotografii byla zasazena v roce 1984, což je v rozporu s výše uvedeným tvrzením.

## Charakteristika odrůdy
Vlastnosti stromu:

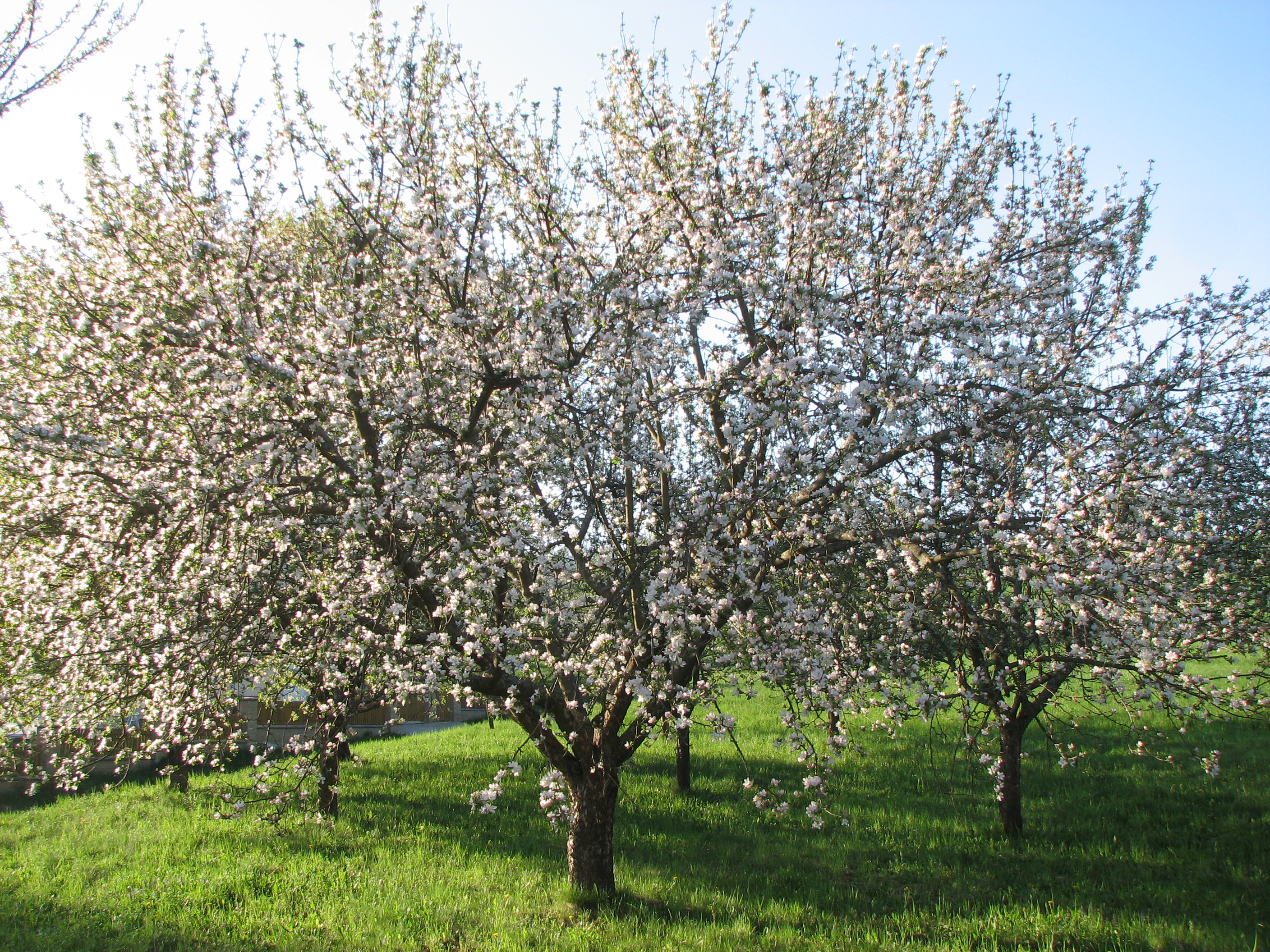
Rozkvetlá jabloň Discovery

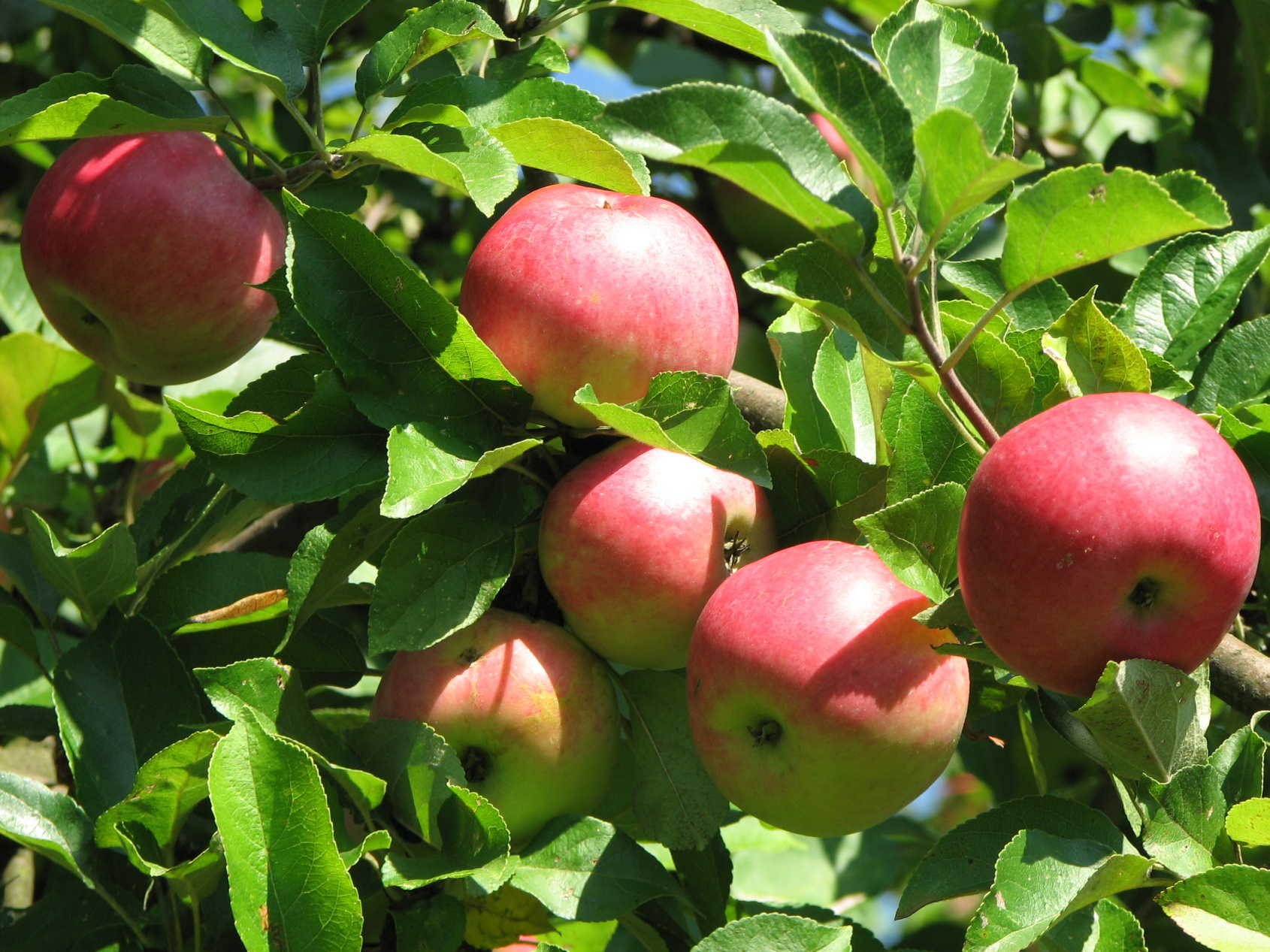
Odrůda Discovery

Discovery je letní odrůda jabloně. Stromy vytvářejí středně velké, hustší, široké pyramidální, případně kulovité koruny. Větve dobře obrůstají kratším plodným obrostem. S přibývajícím stářím mají sklon k zahušťování. Často plodí na jednoletém dřevě. Jedná se o cizosprašnou odrůdu, vhodnými opylovači jsou: Mio, James Grieve Red, Golden Delicious, Kidds Orange. Samotná odrůda je dobrým opylovačem. 
Vlastnosti plodu:
Plody jsou střední až menší, nejčastější hmotnost plodu je 95–125 g. Tvar plodů je kulovitý. Základní barva já zelenavě krémová, později žlutá. Krycí barva je rozmytá, jasně červená. Tvoří výrazné líčko. Dužnina je jemná, pevná, chruplavá, šťavnatá. Barvu má žlutavě bílou až s narůžovělým nádechem. Chuť mají sladce navinulou a velmi dobrou. Odrůda je oblíbená pro atraktivní vzhled a kvalitu plodů.
Odolnost odrůdy:
Stromy jsou středně citlivé proti zimním mrazům. Rovněž v době květu bývají středně poškozovány pozdními jarními mrazíky. Strupovitostí netrpí, proti padlí jsou odolné. Plody se neotlačují, dobře se přepravují. Odolnost je vysoká proti napadení houbovými chorobami. Vhodná pro pěstování ve všech oblastech, vhodná i do horších klimatických podmínek. 
Tvar a podnož: Odrůda se může se pěstovat ve všech pěstitelských tvarech na tomu odpovídajících podnožích. Vzhledem k menší plodnosti se především doporučuje pěstovat jako zákrsek na podnoži M 9 a jí podobných typech. Na výchovný řez jsou stromy poměrně méně náročné. V dalších letech však mají tendenci zahušťovat koruny. Proto vyžadují častější průklest.
Doba zrání: Sklizňová zralost nastává v první polovině srpna. Mohou být sklízeny po dobu 10–14 dnů. Jablka dobře drží na stromě, nemoučnatí. Konzumní zralost nastává během několika dnů po sklizni a trvá do poloviny září.  